# Космос 140
Космос 140 е третият експериментален съветски космически кораб от типа „Союз“. Това е модификацията Союз 7К-ОК и е кораб № 3, а на борда му се намирал манекен.
Корабът стартира успешно, но в орбита заради проблеми със системата за автоматична ориентация не успял да ориентира слънчевите си панели към слънцето и изразходвал акумулаторите си, а освен това използвал повече от разчетеното количество гориво и така не можел да изпълни предвидените задачи. Малкото количество гориво повлияло и на насочването на кораба към Земята и това станало по по-стръмна от разчетената траектория. По-късно се установява, че при разделянето на спускаемия апарат и орбиталния модул се е получила декомпресия на последния. По време на навлизането в атмосферата „дъното“ на кораба прогоряло заради „стръмната“ траектория на спускането. Всяко едно от тези събития поотделно би означавало смърт за екипажа. Капсулата каца на повърхността на замръзналото Аралско море на 3 км от брега и на 500 км от планираната точка. Капсулата потъва на дълбочина 10 м, но впоследствие е извадена с помощта на водолази.
Въпреки проблемите мисията е счетена за достатъчно успешна и се предвижда следващите две мисии да са пилотирани и да се опита скачване в космоса и прехвърляне на екипаж от кораб в кораб.